# Somers Nunatak
Somers Nunatak är en nunatak i Antarktis. Den ligger i Västantarktis. Argentina, Chile och Storbritannien gör anspråk på området. Toppen på Somers Nunatak är 600 meter över havet.
Terrängen runt Somers Nunatak är varierad. Trakten är obefolkad. Det finns inga samhällen i närheten.